# Upplands runinskrifter 49
Runinskrift U 49 är en av fem runstenar som står utanför Lovö kyrka på Lovön i Mälaren, Lovö socken, Ekerö kommun i Uppland. Stenen är av sandsten och 1,04 meter hög samt 0,85 meter bred.

## Stenen
Stenen har en ornamentik med ett slingrande runstensdjur och ett kristet ringkors i Urnesstil.[källa behövs] Möjligen utgör denna ristning och ristningen på  U 50 ihop.

## Inskriften
Translitterering av runraden:
+ siʀ + hulmstain + ketilfastr + laþi a '
Normalisering till runsvenska:
Sigrøðr(?), Holmstæinn, Kætilfastr lagði(?) at(?)
Översättning till nusvenska:
Sigrøðr(?), Holmsteinn (och) Ketilfastr lade(?) efter(?)